# Казанская Лопатина
Каза́нская Лопа́тина — хутор в Верхнедонском районе Ростовской области.
Административный центр Казансколопатинского сельского поселения.

## История
19 сентября 1881 года в хуторе была освящена однопрестольная, деревянная (с такою же колокольней) Покровская церковь. Первым её священником был Иван Хрисанфович Прокопович. Церковно-приходская школа при храме открыта 24 февраля 1885 года.

## Население
| 1989 | 2002 | 2010 |
| ---- | ---- | ---- |
| 461  | ↘406 | ↘338 |

## Улицы
На хуторе имеется одна улица: Лопатинская.

## Археология
Территория Ростовской области была заселена ещё в эпоху неолита. Люди, живущие на древних стоянках и поселениях у рек, занимались в основном собирательством и рыболовством. Степь для скотоводов всех времён была бескрайним пастбищем для домашнего рогатого скота. От тех времен осталось множество курганов с захоронениями жителей этих мест. Курганы и курганные группы находятся на государственной охране.
Поблизости от территории хутора Казанско-Лопатинского Верхнедонского района расположено несколько достопримечательностей — памятников археологии. Они охраняются в соответствии с Федеральным законом от 25.06.2002 N 73-ФЗ «Об объектах культурного наследия (памятниках истории и культуры) народов Российской Федерации», Областным законом от 22.10.2004 N 178-ЗС «Об объектах культурного наследия (памятниках истории и культуры) в Ростовской области», Постановлением Главы администрации РО от 21.02.97 N 51 о принятии на государственную охрану памятников истории и культуры Ростовской области и мерах по их охране и др.
- Курганная группа «Шалаев II» (7 курганов). Находится на расстоянии около 0,7 км к северо-западу от хутора Казанско-Лопатинского.
- Курганная группа «Шалаев III» (3 кургана). Находится на расстоянии около 1,0 км к северо-западу от хутора Казанско-Лопатинского.
- Курганная группа «Прибыльный I» (3 кургана). Находится на расстоянии около 2,2 км к западу от хутора Казанско-Лопатинского.
- Курганная группа «Прибыльный II» (2 кургана). Находится на расстоянии около 1,5 км к западу от хутора Казанско-Лопатинского.
- Курганная группа «Прибыльный III» (6 курганов). Находится на расстоянии около 2,8 км к западу от хутора Казанско-Лопатинского[8].